# Ferdinando Taverna
Ferdinando kardinal Taverna, italijanski rimskokatoliški duhovnik, škof in kardinal, * 1558, Milano, † 29. avgust 1619.

## Življenjepis
9. junija 1604 je bil povzdignjen v kardinala.
16. novembra 1615 je bil imenovan za škofa Novare.